# 파-웨스턴 블롯
파-웨스턴 블롯(영어: far-western blot)은 시험관에서 단백질-단백질 간의 작용을 확인하기 위한 것으로 웨스턴 블롯 기술에 기반을 둔다. 일반적인 웨스턴 블롯이 관심있는 단백질을 검출하는데 항체를 이용하는 반면, 파-웨스턴 블롯은 관심 단백질과 반응할 수 있는 항체가 아닌 단백질을 이용한다. 그러므로 웨스턴 블롯이 특정 단백질의 검출에 이용된다면, 파-웨스턴 블롯은 단백질-단백질 반응을 검출하는데 이용된다.

## 방법
전통적인 웨스턴 블롯에서, 겔 전기 이동법이 샘플로부터 단백질을 분리하기 위해 이용된다. 이 단백질들은 블롯팅 단계에서 막으로 옮겨진다. 웨스턴 블롯에서 특정 단백질들은 항체를 이용해 감지된다.
파-웨스턴 블롯은 블롯에서 관심 단백질을 탐침하기 위해 비-항체 단백질을 이용한다. 이 방법을 통해, 결합하는 단백질이 확인될 수 있다. 탐침 단백질 은 주로 발현 벡터를 이용하는 대장균(E. coli)에서 생성된다. 세포 용해물에 있는 먹이 단백질을 포함한 단백질들은 처음에는 SDS나 native PAGE로 분리되고, 일반적인 웨스턴 블롯과 마찬가지로, 막으로 옮겨진다. 막의 단백질은 변성-재생 과정을 거친다. 막은 그 후 블로킹 이후 미끼 단백질(베이트 단백질, bait protein)로 탐침한다. 먹이 단백질과 미끼 단백질이 반응하여 화합물을 형성하면, 그 먹이 단백질이 있는 막 위치에 미끼 단백질이 검출된다. 
탐침 단백질은 일반적인 방법으로 가시화 할 수 있다. 방사성 동위원소 표지나, His나 FLAG같은 태깅을 가능한 경우에 이용하기도 하며, 탐침 단백질에 대한 특정 항체를 이용할 수도 있다.
세포 추출물은 보통 겔 전기영동 전에 세제 안에서 끓임으로써 완전히 변성되기 때문에, 이러한 접근법은 단백질의 원래의 접힌 구조를 필요로 하지 않는 경우의 반응을 감지하는데 매우 유용하다.

## 같이 보기
- 이스턴 블롯
- 서던 블롯
- 노던 블롯
- 웨스턴 블롯
- 노스웨스턴 블롯